# Cratere Prichard
Prichard  è un cratere sulla superficie di Venere. Deve il proprio nome alla scrittrice australiana Katharine Susannah Prichard (1884-1969).